# Aderus latissimus
Aderus latissimus es una especie de coleóptero de la familia Aderidae. Fue descrita científicamente por Maurice Pic en 1899.

## Distribución geográfica
Habita en Bolivia.